# Мијат Стојановић
Мијат Стојановић (Бабина Греда, 26. август 1818 — Загреб, 18. септембар 1881) је био крајишки учитељ, директор, педагошки писац и први учитељ у хрватском Сабору.

## Биографија
Рођен је у селу Бабиној Греди, у Славонији, тадашњој војној крајини у саставу Аустрије. Прво је радио (бесплатно) као учитељски помоћник (од 1833. године у Лукачеву Шамцу) и касније као учитељ у разним крајишким школама по Славонији. Био је надучитељ главне школе у Земуну и окружни школски надзорник у Карловцу, Огулину и Госпићу. Као млад био је присталица Илиризма. Радио је на националном освешћивању крајишника. Године 1848. изабран је као први учитељ за посланика у хрватском Сабору. Касније је био конзервативно настројен. Упркос томе да је био верник дјеловао је за еманципацију школе од цркве. Приступио је кругу напредних учитеља код Ивана Филиповића. Оснивач је и председник хрватског педагошко-књижевног збора. Писао је у листу „Напредак” и држао предавања која су објављена у штампи („Рецимо коју о естетичној наобразби и узгоју и пучкој школи”, „Цртице из повијести о развитку пучкога школства”, итд.) У „Књижици за учитеље” издао је Збор Стојановићеве преводе Салзманових дела под насловима „Заблуде одгоја” и „Милан Драгојевић”.
Богат је и његов рад код сакупљања и објављивања народног фолклора, на народном просвећивању, пољопривреди, хигијени и омладинској књижевности. Сарађивао је са разним листовима тог времена (нпр. „Славонски југ”). Био је цењен код учитеља због књижевног и сталешког рада.